# Valentin Boxberger
Valentin Boxberger (* 14. Februar 1539 in Königshofen im Grabfeld; † 15. März 1596 in Schleusingen) war Hofbeamter des letzten gefürsteten Grafen von Henneberg und danach kurfürstlich-sächsischer und fürstlich-sächsischer Amtmann und Landrichter in Schleusingen in der Grafschaft Henneberg.

## Leben
Valentin Boxberger besuchte ab 1556 für vier Jahre die Schule in Naumburg (Saale) und ging danach an die Universität Jena. Danach kehrte er nach Königshofen zurück, wo er für zwei Jahre als Kantor und Schulmeister wirkte. 1563 wurde er als Präzeptor der Edelknaben an den fürstlich-hennebergischen Hof geholt und daneben auch in der dortigen Kanzlei eingesetzt. Aufgrund seines Talents wurde er recht bald zum Kammersekretär und danach zum Kanzleisekretär befördert. Diese Ämter verrichtete er bis zum Tod des Herzogs Georg Ernst von Henneberg 1583. Danach stand er als Rat dessen Witwe Elisabeth (1548–1592), der Tochter des Herzogs Christoph von Württemberg, noch einige Jahre helfend zur Seite, bis diese 1586 den Pfalzgrafen Georg Gustav von Pfalz-Veldenz-Lauterecken (1564–1634) heiratete. Nach dem Tod der Amtmanns und Landrichters Eberhard Wolff in Schleusingen 1583 übernahm er gleichzeitig auch dessen Ämter und wurde 1587 in dieser Funktion vom Kurfürsten Christian von Sachsen, der die Landeshoheit über das Amt Schleusingen übernommen hatte, offiziell bestätigt. 
Sein Begräbnis fand am 16. März 1596 statt, die vom Pfarrer Mag. Joachim Zehner dabei gehaltene Leichenpredigt erschien in Schmalkalden als Druckschrift.
Der Amtsnachfolger von Valentin Boxberger war Humpert von Langen, der Urgroßvater des Forstmanns Johann Georg von Langen.
| Personendaten    | Personendaten |
| ---------------- | --- |
| NAME             | Boxberger, Valentin                                                                                                |
| KURZBESCHREIBUNG | Hofbeamter des Grafen von Henneberg und kurfürstlich-sächsischer und fürstlich-sächsischer Amtmann und Landrichter |
| GEBURTSDATUM     | 14. Februar 1539                                                                                                   |
| GEBURTSORT       | Königshofen im Grabfeld                                                                                            |
| STERBEDATUM      | 15. März 1596 |
| STERBEORT        | Schleusingen |